# Астхадзор
Астхадзор (вірм. Աստղաձոր) — село в марзі Гегаркунік, на сході Вірменії. Село розташоване за 3 км на південний схід від міста Мартуні, між селами Вагашен та Золакар.